# Dymasia senrabii
Dymasia senrabii är en fjärilsart som beskrevs av Barnes 1900. Dymasia senrabii ingår i släktet Dymasia och familjen praktfjärilar. Inga underarter finns listade i Catalogue of Life.